# Fanfulla (quotidiano)
Il Fanfulla è stato un quotidiano italiano. Connotato da una vena ironica e polemica sempre presente, il Fanfulla fu fondato nel 1870 e pubblicato dapprima a Firenze, capitale d'Italia; a partire dal numero 286 del 21/22 ottobre 1871 il luogo di pubblicazione fu spostato a Roma, nuova capitale del Regno. Il titolo è un riferimento al condottiero Fanfulla da Lodi.

## Descrizione
I fondatori furono Francesco De Renzis, Baldassarre Avanzini, Giuseppe Augusto Cesana e Giovanni Piacentini. Fu uno dei primi quotidiani italiani non legati a un partito politico, o a una corrente.
Il primo numero uscì il 16 giugno 1870 a Firenze, all'epoca capitale provvisoria del Regno d'Italia, poi, con il trasferimento della capitale, si trasferì l'anno successivo a Roma, dove uscì a partire dal 21 ottobre 1871. Editore l'ungherese Ernesto Emanuele Oblieght, direttore Baldassarre Avanzini.
Tra il 1872 e il 1879 vi collaborò anche Ferdinando Martini (che si firmò con lo pseudonimo «Fantasio»). Altri collaboratori furono Luigi Arnaldo Vassallo, Luigi Federzoni, Carlo Collodi e Gabriele D'Annunzio.
Con il numero del 9 dicembre 1899 fu annunciata la fusione con il Don Chisciotte di Roma (fondato il 15 ottobre 1893); dalla fusione dei due giornali nacque il quotidiano Il Giorno (10 dicembre 1899-1º gennaio 1901).
Il Fanfulla viene ricordato per il supplemento letterario Fanfulla della domenica (che uscì fino al 1919), a cui collaborarono, tra gli altri, Giosuè Carducci, Giovanni Verga e Gabriele D'Annunzio.